# Institut français de la mode
Institut français de la mode (informalmente IFM Paris) é uma universidade pública francesa de investigação especializada em arte e design, localizada em Paris.
O reitor é Pierre Bergé, fundador da Yves Saint-Laurent.
É uma das principais escolas de arte e design do mundo.

## Professores famosos
- Pascal Morand, um economista francês